# Stare Miasto (Wolbrom)
Stare Miasto – centralna część miasta Wolbrom w województwie małopolskim, w powiecie olkuskim, w gminie Wolbrom.
Rozpościera się wokół wolbromskiego rynku i otaczających go ulic w centrum miasta.

## Historia
Obszar Starego Miasta odpowiada historycznym granicom miasta Wolbrom (prawa miejskie 1327).
13 stycznia 1870 Wolbrom pozbawiono praw miejskich, po czym włączono go jako osadę do nowo utworzonej gminy Wolbrom w powiecie olkuskim w guberni kieleckiej, do której włączono także sąsiednie wsie z gmin Złożeniec i Poręba Dzierżna.
W okresie międzywojennym osada Wolbrom należała do powiatu olkuskiego w woj. kieleckim. 19 maja 1930 Wolbrom odzyskał status miasta, w związku z czym powiększono jego obszar o sąsiednie miejscowości, w tym Kozinę i Nową Łąkę-Żydy.